# Colonia Venustiano Carranza, Coahuila
Colonia Venustiano Carranza är en ort i Mexiko.   Den ligger i kommunen Nava och delstaten Coahuila, i den norra delen av landet, 1 000 km norr om huvudstaden Mexico City. Colonia Venustiano Carranza ligger 258 meter över havet och antalet invånare är 4 921.
Terrängen runt Colonia Venustiano Carranza är platt. Runt Colonia Venustiano Carranza är det ganska glesbefolkat, med 36 invånare per kvadratkilometer. Närmaste större samhälle är Piedras Negras, 7,5 km norr om Colonia Venustiano Carranza. Trakten runt Colonia Venustiano Carranza består i huvudsak av gräsmarker.